# Anselm Turmeda
Anselm Turmeda (o Antelm, segons Joan Coromines), després Abd-Al·lah at-Tarjuman al-Mayurqí al-Múhtadi (àrab: أبو محمد عبد الله بن عبد الله الترجمان الميورقي, Abū Muḥammad ʿAbd Allāh b. ʿAbd Allāh at-Tarjumān al-Mayūrqī) (Ciutat de Mallorca, ca. 1355 – Tunis, ca. 1423) fou un escriptor mallorquí.
De primer, es feu frare franciscà i, posteriorment, desenganyat de la societat occidental i del cristianisme, es convertí a l'islam i visqué com a musulmà a Tunis (moltes obres seves són crítiques a la societat cristiana de l'època). Amb Ramon Llull, és dels pocs escriptors medievals que ha escrit en català i en àrab, i és considerat un clàssic en ambdues llengües. Els seus llibres tingueren gran difusió popular en els països de parla catalana.

## Vida

### Formació
Nascut a Palma vers el 1355, era l'únic fill d'una família que, probablement, eren artesans del port de Ciutat. El seu pare el feu estudiar des dels sis anys i molt aviat dominà per complet els Evangelis. Després d'estudiar gramàtica i lògica a Mallorca, es traslladà a Lleida, on estudià física i astronomia. El 1375 ingressà a l'orde franciscà. És molt probable que a Catalunya visqués temporades a Tarragona i, en especial, al convent de Sant Francesc de Montblanc. S'ordenà diaca el 1379 i sacerdot el 1380. Als vint-i-cinc anys, anà a estudiar a Bolonya i potser també a París. Ell mateix diu que a Bolonya conegué un mestre, que anomena Nicolau Martel, que a l'hora d'explicar la referència evangèlica a la futura venguda de Paràclit («Darrere meu, vendrà un profeta anomenat Paràclit») li confessà que Paràclit era el nom del profeta dels musulmans i que la seva religió era la veritable. Poc temps després retornà a Mallorca.

### Conversió a l'islam

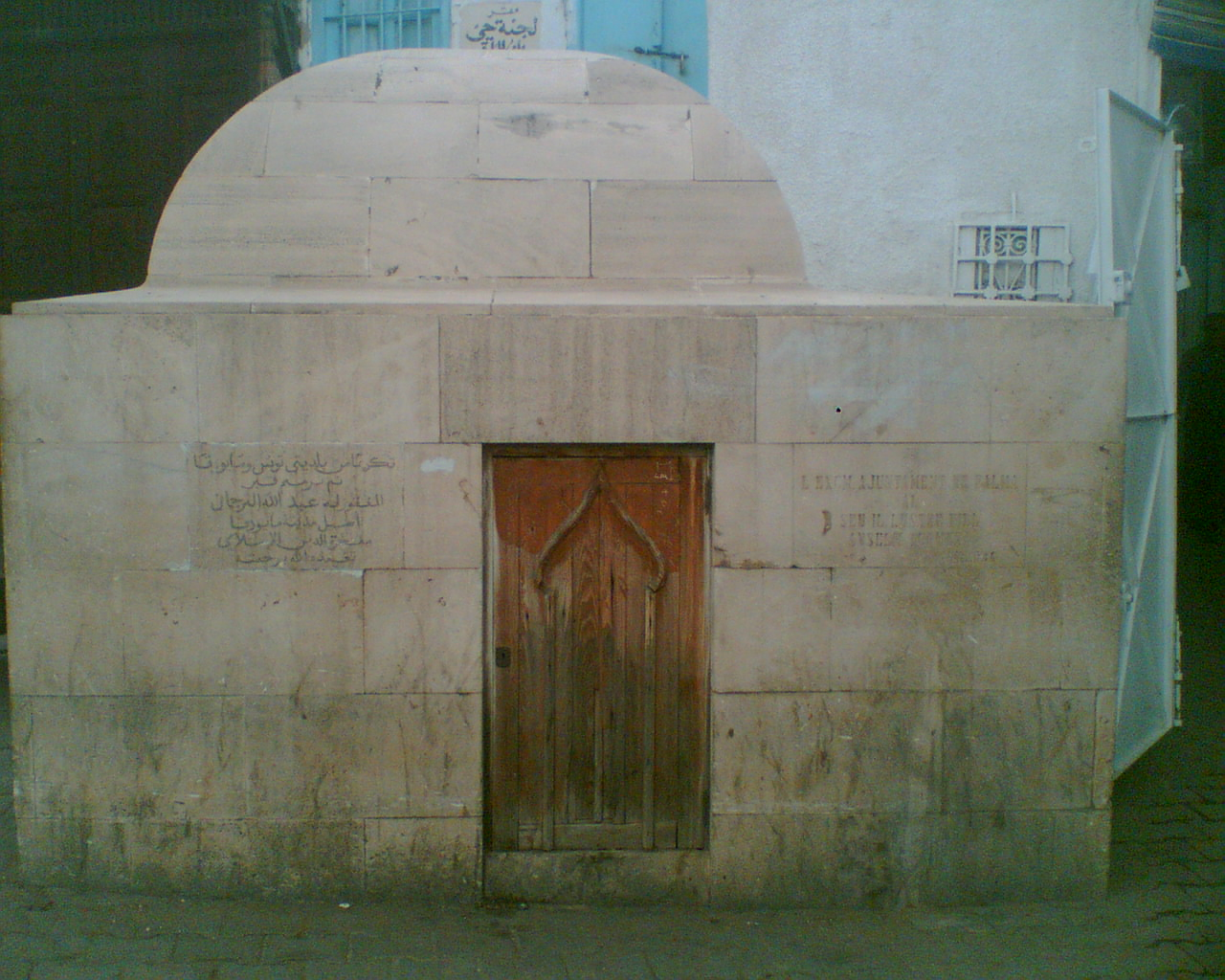
Qubba ('mausoleu') d'Anselm Turmeda a Tunis

Mig any després d'haver tornat a Mallorca, se n'anà a Sicília on, després de cinc mesos, pogué embarcar-se cap a Tunis (ca. 1385). Allà fou molt ben rebut pels cristians que hi residien (mercaders i soldats). Quatre mesos després, conegué un metge d'origen europeu convertit a l'islam que li facilità la relació amb el soldà Abu-l-Abbas Ahmad. Turmeda conta la seva conversió, inspirant-se en una conversió de l'Alcorà, després d'una reunió del soldà amb alguns mercaders cristians. El soldà l'acollí i el protegí. Es casà amb la filla d'Hadji Mohammad Assaffar. D'aquest matrimoni, en nasqué un fill. El soldà li conferí el càrrec de traductor i cap de les duanes. A Tunis, era conegut com «el torsimany» en atenció a la seva feina d'intèrpret. Ocupà un lloc important en l'administració tunisenca. Entre 1390 i 1394, acompanyà el sobirà de Tunis en el setge de Mahdia i en altres expedicions militars. Fou també conegut com l'«alcaid Abddàllah».

### Intents de fer retornar Turmeda a Europa
Els intents de fer retornar Anselm Turmeda al món cristià foren diversos i estan ben documentats. Hi intervingueren tant les autoritats civils com les religioses: un clergue sicilià del qual no sabem el nom (en data posterior al 1394), Roger de Montcada (1402), el papa Benet XIII (1412), el rei Alfons V (1414 i 1423) i l'arxipreste de Niebla (1414). Se li prometeren tota casta de facilitats i l'absolució del delicte d'apostasia. Turmeda, però, ja no abandonà mai Tunísia ni renegà de l'islam.

## Obra

### Llibre de bons amonestaments
El Llibre de bons amonestaments (també conegut popularment com a Franselm) és l'obra més coneguda i difosa d'Anselm Turmeda i fou escrita l'abril de 1398 a Tunis. Té 428 versos en estrofes formades per tres octosíl·labs que rimen entre ells seguits d'un tetrasíl·lab amb rima lliure (aaax). Es tracta d'una espècie de catecisme en vers, és a dir, un manual de bon comportament, dirigit als fidels cristians catalanoparlants. Turmeda escriu aquesta obra des de Tunis i després d'haver-se convertit a l'islam, un fet que ha fet que alguns l'hagin titllat de cínic. Altres consideren que «sembla que l'exfranciscà experimenti una mena de nostàlgia pel seu antic ofici de predicador i es vulgui tornar a dedicar, almenys per un temps limitat, a l'exhortació dirigida al poble.»

### Profecies
El 1405 o el 1407, Turmeda escrigué una profecia de 755 versos apariats de quatre síl·labes. Dins la Disputa de l'ase, hi ha una profecia que també s'ha conservat en text independent i consta de 69 estrofes. Un altre text profètic està format per 16 versos decasíl·labs, el primer dels quals comença Oh Babilònia, tu, Barcelona. Hi ha una quarta profecia de frare Entelm Turmeda en 260 versos de tres síl·labes, que comença No crec pas. Anselm Turmeda tingué un cert prestigi com a astròleg per aquestes profecies i d'altres que no s'han conservat.

### Disputa de l'ase
La Disputa de l'ase (ca. 1417) es tracta d'una novel·la dialogada en català de la qual no se'n conserva la versió original i és la seva obra més extensa en la seva llengua materna. És una obra d'inspiració plenament àrab i gran part del material de l'obra prové de La disputa dels animals contra l'home inclosa a Epístoles dels Germans de la Puresa, un text enciclopèdic d'una escola teològica xiïta del segle x. Tanmateix, Turmeda hi afegeix un context narratiu i una conclusió diferent.
El moment de redacció sembla que fou el 1417 o poc després, tanmateix, de la primera edició en català de què es té constància és la que fou editada a Barcelona l'any 1509. L'edició original en català s'ha perdut, probablement, pel fet que fou censurat i l'any 1583 la inquisició espanyola l'inclogué a l'Índex de llibres prohibits. El seu contingut és conegut gràcies a la traducció francesa impresa a Lió l'any 1544 i també gràcies a la que es feu a l'alemany el 1606 a Montbéliard(Franc Comtat).
A la novel·la, Turmeda (narrador i protagonista) debat amb un ase sobre la superioritat de l'home respecte dels animals. Durant la disputa, l'ase rebat dinou dels arguments que fra Anselm li formula, tots són refutats tret del darrer, relatiu a l'encarnació de Déu en home que acaba donant la victòria al frare.

### Llibre de tres
El Llibre de tres ha estat atribuït a Anselm Turmeda per les similituds que té amb el Llibre de bons amonestaments. Es tracta d'una col·lecció de proverbis i sentències morals, religioses i científiques escrita entre els anys 1405 i 1407. Gran part dels proverbis tenen caràcter satíric i cadascun presenta tres aspectes positius o negatius de l'home. Així doncs, tal com planteja Mikel de Epalza, «el Llibre de tres correspon al moralisme d'en Turmeda, que vol instruir divertint, utilitzant el tradicional poder moralitzador dels refranys. Però també es nota la ironia i escepticisme d'altres obres d'en Turmeda, barrejant el diví i l'humà, gràcies al truquet del vincle simple del nombre tres.»

### Cobles de la divisió del Regne de Mallorques
Les Cobles de la divisió del Regne de Mallorques és un poema escrit l'any 1398 format per 123 estrofes cadascuna de les quals constituïda de vuit heptasíl·labs. El tema o argument del poema narra al·legòricament una història on l'autor, com a personatge, tracta de consolar una dona, l'illa de Mallorca, qui li confessa que té problemes amb les divisions entre els seus fills. Turmeda conta a la reina que la causa de la decadència de Mallorca és la divisió entre els ciutadans és l'encanteri fet per l'últim rei sarraí de l'illa. Finalment, fra Anselm escriu una carta als mallorquins com a sermó polític que acaba en una pregària final a la Verge Maria en forma de dansa per acabar amb el sortilegi.

### Autobiografia i atac als partidaris de la creu
Autobiografia i atac als partidaris de la creu (en àrab: تحفة الأريب في الرد على أهل الصليب, Tuḥfat al-ʾarīb fī-r-radd ʿalà ahl al-salīb) fou escrita en àrab el 1420. Les dues primeres parts de l'obra són biogràfiques: en la primera, explica la seva formació i la seva conversió a l'islam; i en la segona, parla sobretot de les obres del soldà. La tercera part és la part programàtica de l'obra i és on Turmeda afirma que l'islam és la millor de les religions i que les escriptures cristianes han estat falsificades. També declara que Jesús no és Déu, sinó només home i profeta, i que tot el que sigui cristià és fals i absurd. Com en l'Alcorà, Turmeda arriba a la conclusió, que Jesús només és un profeta i que no va ressuscitar ni l'encarnació de Déu, i que foren els seus deixebles els que s'encarregaren de falsificar alguns textos. A més, per l'Islam, la figura d'un redemptor no és necessària perquè no comparteix la noció paulina del pecat original.

## Adaptacions contemporànies

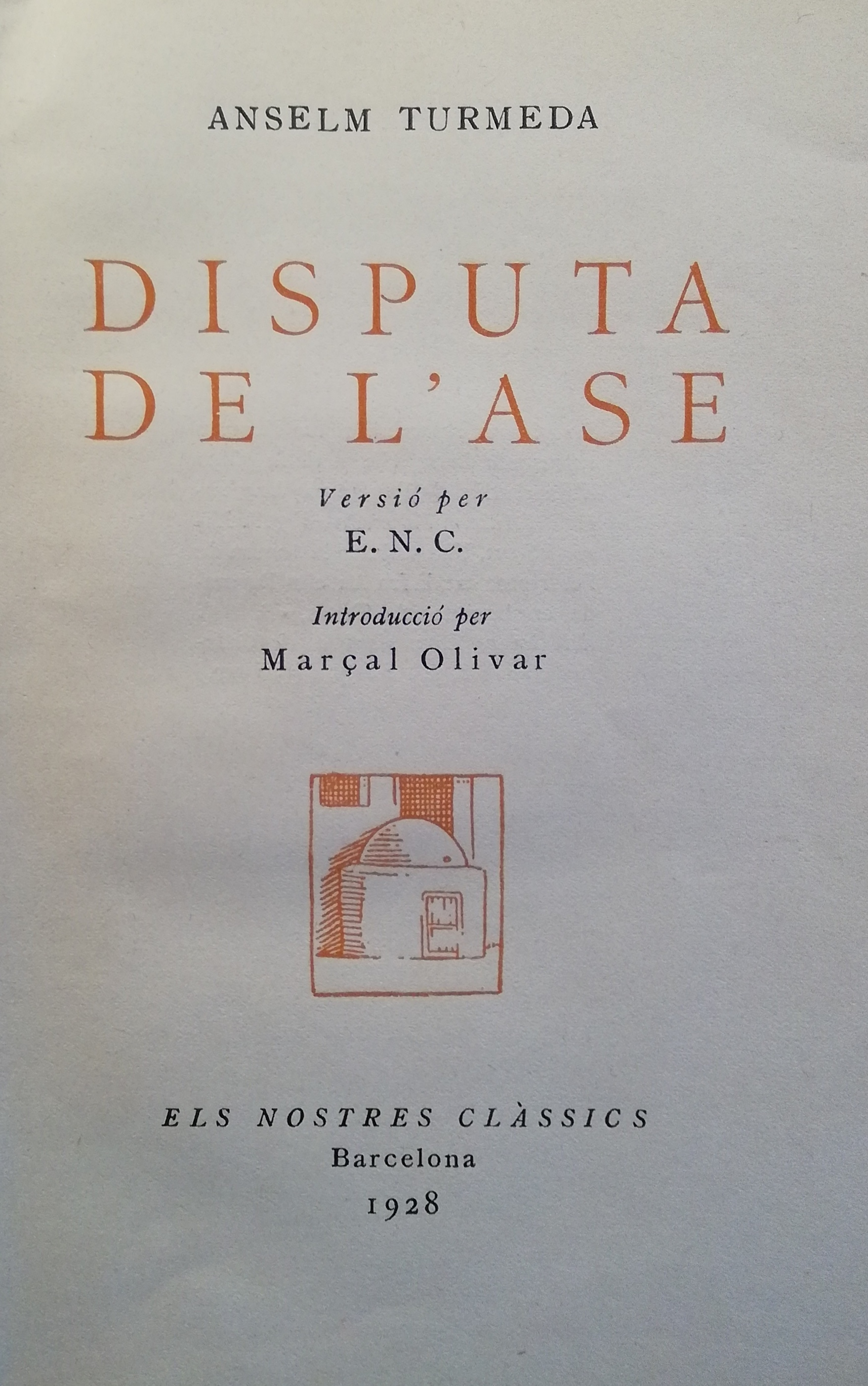
Versió de l'any 1928 de la Disputa de l'ase. Publicada per l'Editorial Barcino dins la col·lecció Els Nostres Clàssics

El 1969, Raimon musicà una part del Llibre de bons amonestaments, Elogi dels diners, inclosa en el disc Per destruir aquell qui l'ha desert (1970). Maria del Mar Bonet, en el seu àlbum Raixa (2001), inclogué una versió de Cobles de la divisió del Regne de Mallorques. L'any 2013, el compositor Antoni Mulet compongué la cantata Cobles de la divisió del Regne de Mallorques, interpretada per l'Orfeó Castellitx d'Algaida i la Coral Sant Miquel de Campanet en diversos pobles de Mallorca. El 1982, Maria Aurèlia Capmany estrenà la versió teatral Món, dimoni i carn. Judici i glòria d'Anselm Turmeda, amb el Teatre del Temps dirigit per Carme Portacelli. El 2009, s'estrenà la Disputa de l'ase, d'Antelm Turmeda, dirigida per Albert Mestres i adaptada per Laia Noguera.